# Wilhelm Wassung (Politiker)
Wilhelm Wassung (* 24. April 1893 in Mannheim; † 19. November 1971 in Stuttgart) war ein hessischer Politiker (NSDAP) und ehemaliger Abgeordneter des Landtags des Volksstaates Hessen in der Weimarer Republik.
Wilhelm Wassung war der Sohn des Kaufmanns Friedrich Wassung und dessen Frau Katharina geborene Hoven. Wilhelm Wassung, der katholischer Konfession war, war verheiratet.
Wilhelm Wassung diente im Ersten Weltkrieg als Offizier und beendete den Krieg im Rang eines Hauptmanns. Er schloss sich der NSDAP an und war als stellvertretender Gauleiter einer der Beteiligten beim Skandal der Boxheimer Dokumente. Für die NSDAP wurde er 1931 in den Landtag gewählt, dem er bis zur Gleichschaltung der Länder 1933 angehörte.
Wilhelm Wassung wurde im Zweiten Weltkrieg reaktiviert und stieg zum Oberst auf.